# 博韦斯
博韦斯（義大利語：Boves）是意大利皮埃蒙特大区庫內奧省的一个市镇。